# Albert Tawchelidse

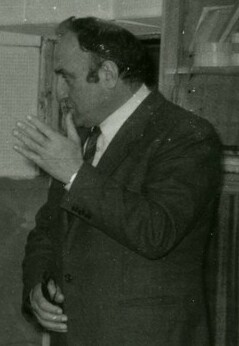
Albert Tawchelidse, 1986

Albert Tawchelidse (georgisch ალბერტ თავხელიძე; * 16. Dezember 1930 in Tiflis; † 27. Februar 2010 in Moskau) war ein georgisch-sowjetischer Physiker und Hochschullehrer.

## Leben
Tawchelidse studierte Theoretische Physik an der Universität Tiflis mit Abschluss 1953. Darauf ging er nach Moskau zur Aspirantur bei Nikolai Bogoljubow im Steklow-Institut für Mathematik, wo er 1956 mit seiner Dissertation Photoproduktion von {\displaystyle \pi \!\,}-Mesonen an Nukleonen zum Kandidaten der physikalisch-mathematischen Wissenschaften promoviert wurde. Darauf wechselte er als wissenschaftlicher Mitarbeiter in das Vereinigte Institut für Kernforschung (OIJI) in Dubna. Er wurde dort Leiter der Abteilung für Theorie der Elementarteilchen und dann Stellvertretender Direktor des Laboratoriums für Theoretische Physik. 1963 wurde er von der Lomonossow-Universität Moskau zum Doktor der physikalisch-mathematischen Wissenschaften promoviert.
Von 1965 bis 1970 leitete Tawchelidse die Abteilung für Theoretische Physik des Instituts für Hochenergiephysik in Protwino. Dazu leitete er von 1967 bis 1971 die Abteilung für Elementarteilchenphysik des Instituts für Theoretische Physik der ukrainischen Akademie der Wissenschaften in Kiew, das jetzt Bogoljubows Namen trägt.
1970 gründete Tawchelidse das Institut für Kernforschung der Akademie der Wissenschaften der UdSSR in Moskau-Troizk, dessen Direktor er bis 1986 war und dessen Abteilung für  Theoretische Physik er leitete. 1971 gründete er in dem A. M. Rasmadse-Institut für Mathematik die Abteilung für Theoretische Physik, die er bis 2005 leitete. Von 1977 bis 1994 war er wissenschaftlicher Leiter des auf seine Initiative gegründeten Instituts für Hochenergiephysik der Universität Tiflis und darauf Direktor bis 2005.
1976 wurde Tawchelidse Professor am Lehrstuhl für Quantenstatistik der Lomonossow-Universität Moskau (bis 1990). Von 1986 bis 2005 war er Professor an der Universität Tiflis. 2008 wurde er auf den nach seinen Ideen gestalteten Lehrstuhl für Teilchen und Kosmologie der Lomonossow-Universität Moskau berufen. Er war Mitherausgeber mehrerer Fachzeitschriften.
Tawchelidses Forschungsarbeiten trugen wesentlich zur Quantenfeldtheorie bei. Er entwickelte das dynamische Quark-Modell der Elementarteilchen der Quantenchromodynamik. Zusammen mit B. A. Arbusow stellte er als einer der Ersten die Möglichkeit der Entstehung von Masse von Fermionen durch Spontane Symmetriebrechung im zweidimensionalen Modell der Quantenfeldtheorie fest. Sein dynamisches Quark-Modell der Hadronen führte zur Formulierung einer relativistisch-kovarianten Gleichung für Systeme gebundener Teilchen in der Quantenfeldtheorie (zusammen mit W. G. Kadyschewski, R. M. Muradjan, Nguyễn Văn Hiệu und anderen). Auch konnte er das Auftreten der Baryonenasymmetrie modellmäßig beschreiben.
Tawchelidse war seit 1967 Korrespondierendes Mitglied und seit 1974 Vollmitglied der georgischen Akademie der Wissenschaften. Seit 1984 war er Korrespondierendes Mitglied und seit 1990 Vollmitglied der Akademie der Wissenschaften der UdSSR und dann der Russischen Akademie der Wissenschaften. 1986 wurde Tawchelidse Präsident der georgischen Akademie der Wissenschaften (bis 2005). Von 1991 bis 2000 leitete er die Pugwash-Gruppe in Georgien und auch die georgische Abteilung der World Federation of Scientific Workers. Von 1995 bis 2005 war er Organisator und Vorsitzender des Rats für Informatisierung und höhere Bildung Georgiens. In dieser Zeit wurde die Akademie mit Computern ausgerüstet und ans Internet angeschlossen.
Tawchelidse war auswärtiges Mitglied einiger ausländischen Akademien der Wissenschaften, so der armenischen Akademie der Wissenschaften seit 2003. Von 1995 bis 2005 war er Vizepräsident der Internationalen Assoziation der Akademien der Wissenschaften der Gemeinschaft Unabhängiger Staaten und Vietnams. Er organisierte internationale Konferenzen, Seminare und Schulen für junge Wissenschaftler. Aktiv beteiligte er sich an den Rochester-Konferenzen (International Conference on High Energy Physics) in Dubna (1964), Kiew (1970) und Tiflis (1976). Seit 1980 organisierte er die Quarks-Konferenzen des Moskauer Instituts für Kernforschung.
Von 1987 bis 1990 war Tawchelidse Abgeordneter im Obersten Sowjet der Georgischen Sozialistischen Sowjetrepublik und Mitglied des Präsidiums des Obersten Sowjets. Von 1989 bis 1991 war er Abgeordneter im Volkskongress der Sowjetunion.
Tawchelidses Grab befindet sich auf dem Moskauer Friedhof Trojekurowo.

## Ehrungen
- Orden des Roten Banners der Arbeit (1971)
- Staatspreis der UdSSR (1973) für die Fotoproduktion von {\displaystyle \pi \!\,}-Mesonen an Nukleonen
- Orden der Oktoberrevolution (1978)
- Leninpreis (1988) für die Farbe und Feststellung der Quark-Struktur der Elementarteilchen und Atomkerne
- Boguljubow-Preis der ukrainischen Akademie der Wissenschaften (1996)
- Staatspreis der Russischen Föderation (1998) für die Gründung des Baksan-Neutrino-Observatoriums und der Erforschung der Neutrino-Physik
- Goldmedaille für Förderung der Wissenschaft der Internationalen Assoziation der Akademien der Wissenschaften der Gemeinschaft Unabhängiger Staaten und Vietnams (1998)
- Orden der Völkerfreundschaft (1999)
- Ehrendoktor des OIJI (2000)
- Ehrenzeichen von Papst Johannes Paul II. (2000) für die Arbeit in der World Federation of Scientific Workers im Zusammenhang mit der Feier der Geburt Christi vor 2000 Jahren
- Preis der Regierung der Russischen Föderation (2001) für den Bau und Betrieb des Protonenlinearbeschleunigers der Moskauer Mesonenfabrik
- Bogoljubow-Preis des OIJI (2002)
- Ehrendoktor des Bogoljubow-Instituts für Theoretische Physik der ukrainischen Akademie der Wissenschaften (2005)
- Ehrenbürger von Tiflis, Telawi und Baghdati